# Ann-Sofie Rylander
Ann-Sofie Ingrid Wilhelmina Rylander Englund, född 20 maj 1970 i Ljungarums församling, Jönköpings län, är en svensk före detta simhoppare. Hon blev svensk mästare i simhopp år 1992. Rylander tävlade för Jönköpings simsällskap.

## Meriter
- SM
  - Simhopp, 1 meter
    - 1992 – 1:a